# Dan Michl
Dan Michl (ur. w 1977 roku) – czeski kierowca wyścigowy.

## Kariera
Michl rozpoczął karierę w wyścigach samochodowych w 1997 roku od startów Mistrzostwach Czech w Wyścigach Górskich. 10-krotnie świętował zdobycie tytułu Mistrza Czech. Zasiadał za kierownicą samochodów Škoda Favorit, Škoda Octavia, Škoda Fabia, Opel Speedster. Sześciokrotnie zdobywał tytuł w Pucharze Europy w Wyścigach Górskich. W 2009 roku był najlepszy w kategorii FCUP Region 1. Mistrzostwach Europy w Wyścigach Górskich. W 2002 roku Michl zaliczył starty w dwóch wyścigach FIA GT Championship, jednak nie zdobył punktów.